# نجدات
نَجَدات نام یکی از فرقه‌های اسلامی است که از خوارج به شمار می‌رود. پایه‌گذار این فرقه نجده بن عامر بود.

## وجه تسمیه
نجدات به رهبر اولیه خود، نجدة بن عامر بن عبدالله بن ساد بن مفرج حنفی (یا ثقفی، بنا بر گفته برخی منابع) منسوب هستند. پیروان او را «نجدیه» می‌نامند و همچنین به آن‌ها «نجدات عاذریه» گفته می‌شود، زیرا آنان کسانی را که به دلیل ناآگاهی در احکام فقهی فرعی دچار اشتباه شده‌اند، معذور می‌دانند، اما برای خطا در اصول چنین عذری قائل نیستند. 

## پیدایش و شکل گیری
نجدة بن عامر ابتدا همراه نافع بن ازرق، یکی رهبر خوارج، بود اما سپس از او جدا شد و از وی تبری جست. او با یارانش از عمان خارج شد و دست به کشتار کودکان، اسارت زنان، ریختن خون‌ها و تصرف اموال و نوامیس مردم زد. ابو فُدَیک، عطیه بن اسود حنفی و گروهی از یارانشان، که از ابن ازرق جدا شده بودند، از نجده استقبال کردند و او را از بدعت‌ها و اختلافاتی که ابن ازرق ایجاد کرده بود، از جمله تکفیر کسانی که از جهاد کناره‌گیری کرده بودند، آگاه ساختند. پس از مذاکراتی، همگی بر بیعت با نجده توافق کردند، با او بیعت نمودند و او را «امیرالمؤمنین» نامیدند و کسانی را که به امامت ابن ازرق قائل بودند، تکفیر کردند.
خوارج نجدات، و نجده بن عامر حصین بن نمیر را تکفیر کرده و در نبرد جبل الحروریه با وی جنگیدند. در این نبرد هشت هزار تن از یاران او کشته شدند، اما حصین بن نمیر موفق به فرار گردید.
در مورد محل خروج نجده اختلاف نظر وجود دارد؛ برخی معتقدند که او از منطقه یمامه قیام کرد و از آنجا دعوتش به دیگر سرزمین‌ها گسترش یافت که این دیدگاه مشهورتر است، در حالی که ملطی ذکر می‌کند که او از جبال عمان خروج کرد.
نجده به عنوان فردی شجاع توصیف شده است که به طور مستمر به مناطق اطرافش یورش می‌برد تا جایی که قلمرو او از صنعاء در جنوب تا بحرین و قطیف گسترش یافت، به این معنا که او بخش‌های وسیعی از سرزمین‌های اسلامی را تحت کنترل خود درآورد.

## شاخه های نجدات
پیروان نجدة بر سر او اختلاف پیدا کردند و امرشان پراکنده شد و به سه فرقه تقسیم شدند: گروهی از آن‌ها از عطیة بن الأسود حنفی پیروی کرده و به سجستان رفتند و خوارج آن منطقه نیز به آن‌ها پیوستند، به‌طوری که خوارج سجستان به نام «عطویه» شناخته شدند. گروهی دیگر از ابو فدیک پیروی کردند و گروهی سوم، نجدة را در کارهایی که انجام داده بود معذور دانسته و همچنان بر امامت او باقی ماندند.
سرسخت‌ترین این گروه‌ها در برابر نجدة، پیروان ابو فدیک بودند. هنگامی که نجدة از توطئه ابو فدیک و همراهانش برای قتل او آگاه شد، در یکی از روستاهای حَجْر پنهان شد، اما مکانش فاش گردید، پس نزد دایی‌هایش از بنی تمیم پناه گرفت. در همین هنگام، تصمیم گرفت نزد عبدالملک بن مروان برود، اما پیش از حرکت، به خانه‌اش رفت تا همسرش را وصیت کند. با این حال، افراد فدیکیّه بر او یورش بردند و او را کشتند. نجدة با شجاعتی کم‌نظیر با آن‌ها جنگید و در حین نبرد، این بیت را زمزمه می‌کرد:
وَإِنْ جَرَّ مَوْلَانَا عَلَینَا جَرِيرَةً
صَبَرْنَا لَهَا إِنَّ الكِرَامَ الدَّعَائِمُ
ترجمه: «و اگر سرورمان در حق ما بدی کند، بر آن شکیبایی می‌کنیم، چراکه بزرگان همان ستون‌های استوارند.»

## دلایل و عوامل جدایی آنان
دلایل متعددی باعث شد که یاران نجده بن عامر علیه او قیام کنند. این دلایل در ابتدا پراکنده و جدا از هم بودند، اما کینه و نفرتی که در دل مخالفان او جمع شده بود، به تجمیع و بزرگ‌نمایی این دلایل کمک کرد تا جایی که فدیکیان دیگر تحمل اطاعت از نجده را نداشتند و برای قتل او توطئه کردند و در نهایت موفق به این کار شدند. برخی از این دلایل عبارت‌اند از:
•	مسئله کشتن افراد به ظاهر مسلمان: ابو سنان (حی بن وائل) به نجده پیشنهاد داد که هر کسی را که از روی تقیه به او پیوسته است، پس از شناسایی، بکشد. اما نجده به‌شدت با او مخالفت کرد و به او ناسزا گفت و بیان کرد که کسی جز خدا علم غیب ندارد و ما تنها می‌توانیم بر اساس ظاهر حکم کنیم.
•	تبعیض در تقسیم غنائم: نجده دو گروه جنگی را یکی از طریق دریا و دیگری از طریق خشکی اعزام کرد. هنگام تقسیم غنائم، او به گروه دریایی سهم بیشتری داد که این امر باعث خشم عطیه بن اسود شد. نجده نیز از واکنش عطیه ناراحت شد و او را دشنام داد. این مسئله باعث شد که عطیه مردم را علیه نجده تحریک کند.
•	لغو حد شراب‌خواری: برخی از یارانش بر او خرده گرفتند که اجرای حد شراب‌خواری را متوقف کرده است. دلیل این اقدام نجده این بود که یکی از جنگجویانش که مهارت بالایی در جنگ داشت، مشروب می‌نوشید. وقتی این موضوع به نجده گزارش شد، او پاسخ داد: «او در جنگ علیه دشمنان بسیار کارآمد است، همان‌طور که پیامبر اسلام نیز در برخی موارد از کمک غیرمسلمانان استفاده کرد.» اما این پاسخ برای پیروانش قانع‌کننده نبود.
بازگرداندن دختر  عثمان بن عفان: زمانی که نجده به مدینه حمله کرد، یکی از جنگجویانش دختری از نسل عثمان بن عفان را اسیر کرد. اما نجده او را خرید و به عبدالملک بن مروان بازگرداند. این اقدام، خشم یارانش را برانگیخت و به او گفتند: «تو کنیزی را که متعلق به ما بود، به دشمن‌مان بازگرداندی.»
مکاتبه با عبدالملک بن مروان: عبدالملک از نجده خواسته بود که به حکومت او بپیوندد و در مقابل، ولایت یمامه را به او بدهد و همه اموالی که به دست آورده و خون‌هایی که ریخته شده را نادیده بگیرد. عطیه بن اسود با این نامه‌نگاری به‌شدت مخالفت کرد و گفت: «عبدالملک با او مکاتبه نکرده است، مگر اینکه بداند که او در دین سست شده است.»
توبه نجده: برخی از یارانش از او جدا شدند و شرط بازگشتشان این بود که نجده توبه کند. او این شرط را پذیرفت و توبه کرد، اما بعداً همان افراد گفتند که چون او امام است، نباید از او درخواست توبه می‌شد و او را مجبور کردند که از توبه خود بازگردد. این امر باعث اختلاف شدید میان آن‌ها شد.
قضاوت بر اساس شفاعت: زمانی که یارانش درباره فردی نزد او شفاعت کردند، نجده به او یک اسب بخشید که این اقدام باعث نارضایتی مخالفانش شد.
بخشیدن مال به مالک بن مسمع: نجده ده هزار درهم به مالک بن مسمع عطا کرد و این امر نارضایتی بزرگی در میان پیروانش ایجاد کرد.
علاوه بر این دلایل، تعصب قبیله‌ای نیز نقش مهمی در تفرقه بین نجده و یارانش داشت. اختلاف میان قبیله بنی حنیفه (که نجده به آن تعلق داشت) و قبیله قیس بن ثعلبه (که ابو فدیك از آن بود) شدت یافت. قبیله قیس قصد داشت قدرت را از بنی حنیفه بگیرد و در نهایت موفق به این کار شد. پس از کشته شدن نجده، ابو فدیك جای او را گرفت و پایتخت حکومت را از یمامه به بحرین، محل استقرار قبیله قیس بن ثعلبه، منتقل کرد.

## برجسته‌ترین شخصیت‌ها و سرنوشت آن‌ها
•نجدة بن عامر در سال 72 هجری پس از نبردی با فدیکیان که به رهبری ابو فدیک علیه او قیام کرده بودند، کشته شد.
	•ابو فدیک در سال 73 هجری کشته شد؛ هنگامی که عبدالملک بن مروان، عمر بن عبیدالله بن زبیر را با ده هزار جنگجو به مقابله با او فرستاد. سپاه وی تا بحرین، در منطقه مشقر، با ابو فدیک روبه‌رو شد و نبردی میان آن‌ها درگرفت که در نهایت منجر به کشته شدن ابو فدیک شد. یاران او تسلیم فرمان عمر بن عبیدالله شدند و حدود شش هزار نفر از آنان کشته و هشت‌صد نفر اسیر شدند.
	•عطیه بن الأسود که به سیستان گریخته بود، توسط سپاهیان مهلب بن ابی‌صفرة تعقیب شد. او از سرزمینی به سرزمین دیگر می‌گریخت تا اینکه در سند دستگیر و کشته شد و بدین ترتیب کار او نیز پایان یافت.